# 346P/Catalina
346P/Catalina è una cometa periodica appartenente alla famiglia delle comete gioviane.
La cometa è stata scoperta il 13 ottobre 2007 dal programma di ricerca astronomica Catalina; la sua riscoperta il 1º settembre 2016 ha permesso di numerarla.